# Sylwester Sembratowicz
Sylwester Sembratowicz (né le 3 septembre 1836 à Desznica en Pologne, et mort le 4 août 1898 à Lemberg en royaume de Galicie et de Lodomérie) est un cardinal de l'Église grecque-catholique ukrainienne de la fin du XIXe siècle.

## Biographie
Sembratowicz est élu évêque titulaire de Juliopolis (de) et évêque auxiliaire de Lemberg et Halicz des Grèco-Ruthéniens en 1879. Il y succède comme archevêque en 1885. Le pape Léon XIII le crée cardinal lors du consistoire du 29 novembre 1895.

## Source
- Fiche du cardinal sur le site de la FIU